# Mont Wood
Pour l’article homonyme, voir Wood.
Le mont Wood (en anglais : Mount Wood) est un sommet culminant à 4 842 mètres d'altitude dans la chaîne Saint-Élie, dans le territoire du Yukon au Canada. Sa première ascension est réalisée le 25 juillet 1941 par Walter Wood, Anderson Bakewell et Albert Jackman. Il est classé au sein de la réserve de parc national de Kluane.

## Toponymie
Le sommet est nommé en juillet 1900 par l'arpenteur canadien James J. McArthur (en) en l'honneur de Zachary Taylor Wood, mort en 1915, inspecteur de la Police montée du Nord-Ouest à Dawson lors de la ruée vers l'or du Klondike.

## Géographie
Le mont Wood est situé dans le Nord-Ouest du Canada, dans le territoire du Yukon, à 26 kilomètres de la frontière avec l'Alaska. Il se trouve à respectivement 82 et 92 kilomètres à l'ouest de Burwash Landing et de Destruction Bay, tandis qu'il est à 300 kilomètres à l'ouest-nord-ouest de la capitale territoriale Whitehorse. Il s'élève à 4 842 mètres d'altitude, dans la chaîne Saint-Élie. Sa proéminence par rapport au mont Steele, sommet plus élevé le plus proche à 18 kilomètres au sud-est, est de 1 190 mètres. Il possède une cime secondaire au nord-ouest, à 4 798 mètres d'altitude. Le versant septentrional du mont Wood donne naissance au glacier du Mont-Wood, qui conflue avec le glacier Brabazon et lui-même avec le glacier Klutlan (en), dont la fonte alimente la rivière Generc, tandis que les glaciers du versant oriental alimentent le Steele Creek, un affluent de la rivière Donjek ; ils appartiennent donc au bassin versant du fleuve Yukon. Les glaces du versant occidental alimentent le glacier Anderson, qui conflue dans le glacier Chitina, dont la fonte donne naissance à la rivière du même nom, un affluent du fleuve Copper. Ainsi, le sommet se trouve sur la ligne de partage des eaux entre la mer de Bering et le golfe d'Alaska.

## Histoire
À l'été 1939, Walter A. Wood mène sa troisième expédition au Yukon pour le compte de la Société américaine de géographie, avec pour ambition de gravir la montagne. Avec sa femme Foresta, Anderson Bakewell et Roger Drury, ils font face à deux mois de mauvais temps quasi permanent et rebroussent chemin à 550 mètres sous le sommet. Wood est de retour deux ans plus tard, avec des conditions beaucoup plus clémentes. Pour la première fois, des vivres sont parachutées depuis les airs au camp de base, à 2 375 et 3 050 mètres d'altitude. Des équipements militaires sont également testés, dans un contexte de Seconde Guerre mondiale. Si Foresta Wood est contrainte de faire demi-tour en raison du froid, son mari, Anderson Bakewell et le capitaine de l'US Army Albert Jackman réussissent la première ascension le 25 juillet 1941,.
En 1998, une expédition composée de J.L Chris Pratte, Dave P. Olson, Pat J. Egan, J. Blake Leminski, Paul Randall et Andrew Lawrence réalise la dixième ascension du sommet afin de célébrer le 125e anniversaire de la Police montée du Nord-Ouest, devenue Gendarmerie royale du Canada.

## Activités

### Protection environnementale
Le mont Wood est classé depuis 1976 au sein de la réserve de parc national de Kluane mais n'est pas inclus dans le parc national.